# Novi Bečej
Novi Bečej (Servisch: Нови Бечеј, Hongaars: Törökbecse , Duits: Neu-Betsche) is een gemeente in het Servische district Centraal-Banaat.
Novi Bečej telt 26.924 inwoners (2002). De oppervlakte bedraagt 609 km², de bevolkingsdichtheid is 44,2 inwoners per km². De Hongaren van de Hongaarse minderheid in Servië vormen met 18% een belangrijke bevolkingsgroep naast de Serviërs.
De gemeente omvat naast de hoofdplaats Novi Bečej de plaatsen Bočar, Kumane en Novo Miloševo.
In de hoofdplaats vormden de Serviërs een ruime meerderheid in 2011:
- 7.738 Serviërs (58,92%)
- 3.210 Hongaren(24,44%)
- 609 Roma (4,64%)
- Overig (120%)